# Teocaltiche
Teocaltiche è un comune del Messico, situato nello stato di Jalisco.